# Scott Davis (tenisista)
Scott Davis (ur. 27 sierpnia 1962 w Santa Monica) – amerykański tenisista, zwycięzca Australian Open 1991 w grze podwójnej, reprezentant w Pucharze Davisa.

## Kariera tenisowa
Startując w gronie juniorów wygrał US Open 1979 w grze pojedynczej chłopców.
Zawodowym tenisistą był w latach 1983–1998.
W grze pojedynczej uczestniczył w 10 finałach turniejów rangi ATP World Tour, z których 3 wygrał.
W grze podwójnej spośród 41 rozegranych finałów 22 zakończył zwycięstwem. Davis został triumfatorem Australian Open 1991 startując ze Davidem Pate. Również z Davidem Pate został finalistą US Open 1991.
Davis zagrał w 2 meczach o Puchar Davisa, przegrywając 1 spotkanie w singlu i 1 w deblu.
W rankingu gry pojedynczej Davis najwyżej był na 11. miejscu (28 października 1985), a w klasyfikacji gry podwójnej zajmował 2. pozycję (28 stycznia 1991).

### Finały w turniejach ATP World Tour
| Legenda                                      |
| -------------------------------------------- |
| Wielki Szlem                                 |
| Igrzyska olimpijskie                         |
| Tennis Masters Cup / ATP Finals              |
| ATP Masters Series / ATP Tour Masters 1000   |
| ATP International Series Gold / ATP Tour 500 |
| ATP International Series / ATP Tour 250      |

#### Gra pojedyncza (3–7)
| Końcowy wynik | Nr | Data | Turniej      | Nawierzchnia    | Przeciwnik           | Wynik finału            |
| ------------- | -- | ---- | ------------ | --------------- | -------------------- | ----------------------- |
| Finalista     | 1. | 1981 | Napa         | Twarda          | Sammy Giammalva Jr.  | 3:6, 7:5, 1:6           |
| Finalista     | 2. | 1983 | Newport      | Trawiasta       | John Fitzgerald      | 6:2, 1:6, 3:6           |
| Zwycięzca     | 1. | 1983 | Maui         | Twarda          | Vincent Van Patten   | 6:3, 6:7, 7:6           |
| Finalista     | 3. | 1983 | Tokio        | Dywanowa (hala) | Ivan Lendl           | 6:3, 3:6, 4:6           |
| Finalista     | 4. | 1983 | Tajpej       | Dywanowa (hala) | Nduka Odizor         | 4:6, 6:3, 4:6           |
| Finalista     | 5. | 1985 | Delray Beach | Twarda          | Tim Mayotte          | 6:4, 6:4, 3:6, 2:6, 4:6 |
| Zwycięzca     | 2. | 1985 | Tokio        | Twarda          | Jimmy Arias          | 6:1, 7:6                |
| Finalista     | 6. | 1986 | Houston      | Dywanowa (hala) | Slobodan Živojinović | 1:6, 6:4, 3:6           |
| Finalista     | 7. | 1989 | Schenectady  | Twarda          | Simon Youl           | 6:2, 4:6, 4:6           |
| Zwycięzca     | 3. | 1990 | Auckland     | Twarda          | Andriej Czesnokow    | 4:6, 6:3, 6:3           |

#### Gra podwójna (22–19)
| Końcowy wynik | Nr  | Data | Turniej                    | Nawierzchnia    | Partner          | Przeciwnicy                        | Wynik finału       |
| ------------- | --- | ---- | -------------------------- | --------------- | ---------------- | ---------------------------------- | ------------------ |
| Zwycięzca     | 1.  | 1983 | Columbus                   | Twarda          | Brian Teacher    | Vijay Amritraj John Fitzgerald     | 6:1, 4:6, 7:6      |
| Finalista     | 1.  | 1983 | Maui                       | Twarda          | Mike Bauer       | Tony Giammalva Steve Meister       | 3:6, 7:5, 4:6      |
| Finalista     | 2.  | 1984 | La Quinta                  | Twarda          | Ferdi Taygan     | Bernard Mitton Butch Walts         | 7:5, 3:6, 2:6      |
| Zwycięzca     | 2.  | 1984 | Livingston                 | Twarda          | Ben Testerman    | Paul Annacone Glenn Michibata      | 6:4, 6:4           |
| Zwycięzca     | 3.  | 1985 | Stratton Mountain          | Twarda          | David Pate       | Ken Flach Robert Seguso            | 3:6, 7:6, 7:6      |
| Zwycięzca     | 4.  | 1985 | Los Angeles                | Twarda          | Robert Van’t Hof | Paul Annacone Christo Van Rensburg | 6:3, 7:6           |
| Zwycięzca     | 5.  | 1985 | Tokio                      | Twarda          | David Pate       | Sammy Giammalva Jr. Greg Holmes    | 7:6, 6:7, 6:3      |
| Finalista     | 3.  | 1985 | Tokio                      | Dywanowa (hala) | David Pate       | Ken Flach Robert Seguso            | 6:4, 3:6, 6:7(7)   |
| Zwycięzca     | 6.  | 1986 | Filadelfia                 | Dywanowa (hala) | David Pate       | Stefan Edberg Anders Järryd        | 7:6, 3:6, 6:3, 7:5 |
| Finalista     | 4.  | 1986 | Scottsdale                 | Twarda          | David Pate       | Leonardo Lavalle Mike Leach        | 6:7, 4:6           |
| Finalista     | 5.  | 1987 | Paryż                      | Twarda (hala)   | David Pate       | Jakob Hlasek Claudio Mezzadri      | 6:7, 2:6           |
| Finalista     | 6.  | 1987 | Frankfurt                  | Dywanowa (hala) | David Pate       | Boris Becker Patrik Kühnen         | 4:6, 2:6           |
| Finalista     | 7.  | 1988 | Newport                    | Trawiasta       | Dan Goldie       | Kelly Jones Peter Lundgren         | 3:6, 6:7           |
| Finalista     | 8.  | 1988 | San Francisco              | Dywanowa (hala) | Tim Wilkison     | John McEnroe Mark Woodforde        | 4:6, 6:7           |
| Zwycięzca     | 7.  | 1988 | Scottsdale                 | Twarda          | Tim Wilkison     | Rick Leach Jim Pugh                | 6:4, 7:6           |
| Finalista     | 9.  | 1989 | Memphis                    | Twarda (hala)   | Tim Wilkison     | Paul Annacone Christo Van Rensburg | 6:7, 7:6, 1:6      |
| Zwycięzca     | 8.  | 1989 | Seul                       | Twarda          | Paul Wekesa      | John Letts Bruce Man-Son-Hing      | 6:2, 6:4           |
| Zwycięzca     | 9.  | 1989 | Schenectady                | Twarda          | Broderick Dyke   | Brad Pearce Byron Talbot           | 2:6, 6:4, 6:4      |
| Zwycięzca     | 10. | 1989 | Orlando                    | Twarda          | Tim Pawsat       | Ken Flach Robert Seguso            | 7:5, 5:7, 6:4      |
| Zwycięzca     | 11. | 1990 | Orlando                    | Twarda          | David Pate       | Alfonso Mora Brian Page            | 6:3, 7:5           |
| Zwycięzca     | 12. | 1990 | Kiawah Island              | Ceglana         | David Pate       | Jim Grabb Leonardo Lavalle         | 6:2, 6:3           |
| Zwycięzca     | 13. | 1990 | Los Angeles                | Twarda          | David Pate       | Peter Lundgren Paul Wekesa         | 3:6, 6:1, 6:3      |
| Zwycięzca     | 14. | 1990 | Indianapolis               | Twarda          | David Pate       | Grant Connell Glenn Michibata      | 7:6, 7:6           |
| Finalista     | 10. | 1990 | Tokio                      | Dywanowa (hala) | David Pate       | Guy Forget Jakob Hlasek            | 6:7, 5:7           |
| Zwycięzca     | 15. | 1990 | Paryż                      | Twarda (hala)   | David Pate       | Darren Cahill Mark Kratzmann       | 5:7, 6:3, 6:4      |
| Zwycięzca     | 16. | 1991 | Sydney                     | Twarda          | David Pate       | Darren Cahill Mark Kratzmann       | 3:6, 6:3, 6:2      |
| Zwycięzca     | 17. | 1991 | Australian Open, Melbourne | Twarda          | David Pate       | Patrick McEnroe David Wheaton      | 6:7, 7:6, 6:3, 7:5 |
| Zwycięzca     | 18. | 1991 | Chicago                    | Dywanowa (hala) | David Pate       | Grant Connell Glenn Michibata      | 6:4, 5:7, 7:6      |
| Zwycięzca     | 19. | 1991 | Waszyngton                 | Twarda          | David Pate       | Ken Flach Robert Seguso            | 6:4, 6:2           |
| Finalista     | 11. | 1991 | US Open, Nowy Jork         | Twarda          | David Pate       | John Fitzgerald Anders Järryd      | 3:6, 6:3, 3:6, 3:6 |
| Finalista     | 12. | 1991 | Tokio                      | Dywanowa (hala) | David Pate       | Jim Grabb Richey Reneberg          | 5:7, 6:2, 6:7      |
| Finalista     | 13. | 1992 | Sydney                     | Twarda          | Kelly Jones      | Sergio Casal Emilio Sánchez        | 6:3, 1:6, 4:6      |
| Zwycięzca     | 20. | 1993 | San Francisco              | Twarda (hala)   | Jacco Eltingh    | Patrick McEnroe Jonathan Stark     | 6:1, 4:6, 7:5      |
| Finalista     | 14. | 1993 | Los Angeles                | Twarda          | Grant Connell    | Wayne Ferreira Michael Stich       | 6:7, 6:7           |
| Zwycięzca     | 21. | 1993 | Indianapolis               | Twarda          | Todd Martin      | Ken Flach Rick Leach               | 6:4, 6:4           |
| Finalista     | 15. | 1994 | Manchester                 | Trawiasta       | Trevor Kronemann | Rick Leach Danie Visser            | 4:6, 6:4, 6:7      |
| Finalista     | 16. | 1994 | Los Angeles                | Twarda          | Brian MacPhie    | John Fitzgerald Mark Woodforde     | 6:4, 2:6, 0:6      |
| Finalista     | 17. | 1995 | Los Angeles                | Twarda          | Goran Ivanišević | Brent Haygarth Kent Kinnear        | 4:6, 6:7           |
| Finalista     | 18. | 1995 | Indianapolis               | Twarda          | Todd Martin      | Mark Knowles Daniel Nestor         | 4:6, 4:6           |
| Zwycięzca     | 22. | 1993 | Waszyngton                 | Twarda          | Grant Connell    | Doug Flach Chris Woodruff          | 7:6, 3:6, 6:3      |
| Finalista     | 19. | 1997 | Atlanta                    | Ceglana         | Kelly Jones      | Jonas Björkman Nicklas Kulti       | 2:6, 6:7           |